# Lista de treinadores do Vila Nova Futebol Clube
Esta é uma lista dos treinadores de futebol profissional masculino do Vila Nova Futebol Clube, organizada em ordem cronológica, ao longo de sua história. O cargo é atualmente ocupado por Rafael Lacerda.
A primeira partida oficialmente registrada pelo futebol profissional do Vila Nova ocorreu em 18 de julho de 1943, contra o Goiânia, pelo Torneio Início, organizado pela Federação Goiana de Futebol. Nesse confronto, o treinador Felix Saddi estava à frente do comando técnico da equipe. Nos primeiros anos após sua fundação, muitos registros foram perdidos e nem todos os treinadores podem ser recuperados. Com o processo de profissionalização, destaca-se o papel de Teodorico, que conquistou o título do Campeonato Goiano consecutivamente de 1961 a 1963.
Ao longo de sua história, Hemerson Maria figura-se como o treinador com maior número de jogos comandados, com 99 partidas, das quais venceu 36, em duas passagens pelo clube. Higo Magalhães vem logo em seguida, com 82 jogos e 36 vitórias. O técnico Márcio Fernandes, com 62 partidas e 31 vitórias, conquistou em duas ocasiões o título da Série C do Campeonato Brasileiro, em 2015 e 2020.
O aproveitamento dos técnicos é calculado considerando até 3 pontos por partida, mesmo antes da adoção da regra de 3 pontos por vitória pela FIFA, em 1995, a fim de estabelecer um padrão para o critério.

## Ordem cronológica
| Treinador           | Treinador           | Início     | Término    | J            | V            | E            | D            | Apr.         | Principais títulos                  | Ref.        |
| ------------------- | ------------------- | ---------- | ---------- | ------------ | ------------ | ------------ | ------------ | ------------ | ----------------------------------- | ----------- |
| Felix Saddi         | Felix Saddi         | 29/06/1943 | 1944       | Desconhecido | Desconhecido | Desconhecido | Desconhecido | Desconhecido |                                     | [ 2 ]       |
| Teodorico           | Teodorico           | 1950       | 1950       | 1            | 1            | 0            | 0            | 100%         |                                     | [ 4 ]       |
| Avelino             | Avelino             | 1955       | 1955       | Desconhecido | Desconhecido | Desconhecido | Desconhecido | Desconhecido |                                     | [ 5 ]       |
| Teodorico           | Teodorico           | 14/07/1957 | 15/05/1960 | 47           | 28           | 2            | 17           | 60,99%       |                                     | [ 4 ] [ 6 ] |
| Antônio Porto       | Antônio Porto       | 1960       | 1960       | Desconhecido | Desconhecido | Desconhecido | Desconhecido | Desconhecido |                                     | [ 3 ]       |
| Teodorico           | Teodorico           | 12/03/1961 | 29/03/1963 | Desconhecido | Desconhecido | Desconhecido | Desconhecido | Desconhecido | Goiano 1961 Goiano 1962 Goiano 1963 | [ 3 ] [ 6 ] |
| Lúcio Mendes        | Lúcio Mendes        | 1968       | 1969       | Desconhecido | Desconhecido | Desconhecido | Desconhecido | Desconhecido |                                     | [ 7 ]       |
| Paulo Dantas        | Paulo Dantas        | 1969       | 1969       | Desconhecido | Desconhecido | Desconhecido | Desconhecido | Desconhecido |                                     | [ 8 ]       |
| Ayrton Moreira      | Ayrton Moreira      | 1974       | 1974       | Desconhecido | Desconhecido | Desconhecido | Desconhecido | Desconhecido |                                     | [ 9 ]       |
| Paulo Gonçalves     | Paulo Gonçalves     | 30/03/1975 | 06/07/1975 | 2            | 0            | 1            | 1            | 16,67%       |                                     | [ 10 ]      |
| João Francisco      | João Francisco      | 01/08/1976 | 26/11/1977 | 28           | 9            | 9            | 10           | 42,86%       | Goiano 1977                         | [ 11 ]      |
| Paulinho de Almeida | Paulinho de Almeida | 1978       | 1978       | Desconhecido | Desconhecido | Desconhecido | Desconhecido | Desconhecido |                                     | [ 12 ]      |
| Benê Ataíde         | Benê Ataíde         | 1982       | 1982       | Desconhecido | Desconhecido | Desconhecido | Desconhecido | Desconhecido |                                     | [ 13 ]      |
| Osvaldo Brandão     | Osvaldo Brandão     | 1986       | 1986       | Desconhecido | Desconhecido | Desconhecido | Desconhecido | Desconhecido |                                     | [ 14 ]      |
| Roberto Oliveira    | Roberto Oliveira    | 28/05/1989 | 28/10/1989 | 16           | 4            | 4            | 8            | 33,33%       |                                     | [ 15 ]      |
| Paulo Gonçalves     | Paulo Gonçalves     | 12/07/1992 | 09/12/1992 | 5            | 0            | 2            | 3            | 13,33%       |                                     | [ 16 ]      |
| Roberval Davino     | Roberval Davino     | 1993       | 1993       | Desconhecido | Desconhecido | Desconhecido | Desconhecido | Desconhecido | Goiano 1993                         | [ 17 ]      |
| Alcir Portella      | Alcir Portella      | 01/01/1994 | 12/03/1994 | Desconhecido | Desconhecido | Desconhecido | Desconhecido | Desconhecido |                                     | [ 18 ]      |
| Osmar Guarnelli     | Osmar Guarnelli     | 1996       | 1996       | Desconhecido | Desconhecido | Desconhecido | Desconhecido | Desconhecido |                                     | [ 19 ]      |
| Roberval Davino     | Roberval Davino     | 1996       | 1997       | Desconhecido | Desconhecido | Desconhecido | Desconhecido | Desconhecido | Brasileiro Série C 1996             | [ 20 ]      |
| Paulo Gonçalves     | Paulo Gonçalves     | 05/11/1997 | 23/11/1997 | 5            | 2            | 0            | 3            | 40%          |                                     | [ 16 ]      |
| Ernesto Paulo       | Ernesto Paulo       | 1999       | 1999       | Desconhecido | Desconhecido | Desconhecido | Desconhecido | Desconhecido |                                     | [ 21 ]      |
| Tata                | Tata                | 1999       | 1999       | Desconhecido | Desconhecido | Desconhecido | Desconhecido | Desconhecido |                                     | [ 22 ]      |
| Arturzinho          | Arturzinho          | 2000       | 2001       | Desconhecido | Desconhecido | Desconhecido | Desconhecido | Desconhecido | Goiano 2001                         | [ 23 ]      |
| Valmir Louruz       | Valmir Louruz       | 01/07/2001 | 31/12/2002 | Desconhecido | Desconhecido | Desconhecido | Desconhecido | Desconhecido |                                     | [ 24 ]      |
| Ivair Cenci         | Ivair Cenci         | 12/01/2003 | 07/06/2003 | 13           | 5            | 2            | 6            | 43,59%       |                                     | [ 25 ]      |
| Humberto Ramos      | Humberto Ramos      | 14/06/2003 | 15/08/2003 | 10           | 3            | 4            | 3            | 43,33%       |                                     | [ 26 ]      |
| Evair               | Evair               | 23/04/2004 | 14/08/2004 | 17           | 5            | 5            | 7            | 39,2%        |                                     | [ 27 ]      |
| Aderbal Lana        | Aderbal Lana        | 20/08/2004 | 25/09/2004 | 6            | 2            | 1            | 3            | 38,89%       |                                     | [ 28 ]      |
| Edson Gaúcho        | Edson Gaúcho        | 10/11/2004 | 17/04/2005 | 4            | 1            | 2            | 1            | 41,67%       | Goiano 2005                         | [ 29 ]      |
| Mauro Galvão        | Mauro Galvão        | 13/05/2005 | 04/05/2005 | 4            | 1            | 0            | 3            | 25%          |                                     | [ 30 ]      |
| Roberto Fernandes   | Roberto Fernandes   | 11/06/2005 | 19/04/2006 | 17           | 8            | 2            | 7            | 50,98%       |                                     | [ 31 ]      |
| Luiz Carlos Martins | Luiz Carlos Martins | 29/04/2006 | 04/09/2006 | 19           | 6            | 4            | 9            | 38,60%       |                                     | [ 32 ]      |
| Maurício Simões     | Maurício Simões     | 07/09/2006 | 12/12/2006 | 11           | 3            | 4            | 4            | 39,39%       |                                     | [ 33 ]      |
| Sérgio Cosme        | Sérgio Cosme        | 28/01/2007 | 15/08/2007 | 29           | 15           | 6            | 8            | 58,62%       |                                     | [ 34 ]      |
| Arthur Neto         | Arthur Neto         | 01/06/2007 | 07/12/2007 | 2            | 2            | 0            | 0            | 100%         |                                     | [ 35 ]      |
| Renê Weber          | Renê Weber          | 2007       | 2008       | 0            | 0            | 0            | 0            | 0%           |                                     | [ 36 ]      |
| Givanildo Oliveira  | Givanildo Oliveira  | 25/04/2008 | 16/03/2009 | 38           | 17           | 7            | 14           | 50,88%       |                                     | [ 37 ]      |
| Gilson Kleina       | Gilson Kleina       | 02/02/2009 | 20/05/2009 | 2            | 0            | 1            | 1            | 16,67%       |                                     | [ 38 ]      |
| Vagner Benazzi      | Vagner Benazzi      | 21/05/2009 | 23/08/2009 | 17           | 6            | 4            | 7            | 43,14%       |                                     | [ 39 ]      |
| Arturzinho          | Arturzinho          | 24/08/2009 | 17/09/2009 | 5            | 2            | 0            | 3            | 40%          |                                     | [ 40 ]      |
| Edson Gaúcho        | Edson Gaúcho        | 02/03/2010 | 26/05/2010 | 4            | 1            | 0            | 3            | 25%          |                                     | [ 41 ]      |
| Paulo Comelli       | Paulo Comelli       | 07/06/2010 | 27/07/2010 | 3            | 0            | 1            | 2            | 11,11%       |                                     | [ 42 ]      |
| Roberto Cavalo      | Roberto Cavalo      | 27/07/2010 | 26/08/2010 | 6            | 1            | 1            | 4            | 22,22%       |                                     | [ 43 ]      |
| Ademir Fonseca      | Ademir Fonseca      | 27/08/2010 | 23/12/2010 | 22           | 11           | 5            | 6            | 57,58%       |                                     | [ 44 ]      |
| Hélio dos Anjos     | Hélio dos Anjos     | 24/12/2010 | 07/02/2011 | 8            | 3            | 2            | 3            | 45,83%       |                                     | [ 45 ]      |
| Antônio Carlos Zago | Antônio Carlos Zago | 09/02/2011 | 25/03/2011 | 11           | 7            | 1            | 3            | 66,67%       |                                     | [ 46 ]      |
| Heron Ferreira      | Heron Ferreira      | 07/05/2011 | 27/06/2011 | 8            | 2            | 3            | 3            | 37,50%       |                                     | [ 47 ]      |
| Hélio dos Anjos     | Hélio dos Anjos     | 28/06/2011 | 10/08/2011 | 16           | 7            | 5            | 4            | 54,17%       |                                     | [ 48 ]      |
| Arthur Neto         | Arthur Neto         | 12/08/2011 | 16/09/2011 | 8            | 1            | 1            | 6            | 16,67%       |                                     | [ 49 ]      |
| Leonardo Souza      | Leonardo Souza      | 19/09/2011 | 09/10/2011 | 5            | 1            | 2            | 2            | 33,33%       |                                     | [ 50 ]      |
| Roberto Cavalo      | Roberto Cavalo      | 10/10/2011 | 10/02/2012 | 9            | 0            | 3            | 6            | 11,11%       |                                     | [ 51 ]      |
| Darío Pereyra       | Darío Pereyra       | 19/01/2013 | 21/04/2013 | 18           | 6            | 2            | 10           | 37,04%       |                                     | [ 52 ]      |
| Márcio Bittencourt  | Márcio Bittencourt  | 02/06/2013 | 09/07/2013 | 20           | 9            | 5            | 6            | 53,33%       |                                     | [ 53 ]      |
| Hermógenes Neto     | Hermógenes Neto     | 10/07/2013 | 12/08/2013 | 3            | 1            | 1            | 1            | 33,33%       |                                     | [ 54 ]      |
| Heriberto da Cunha  | Heriberto da Cunha  | 13/08/2013 | 05/03/2014 | 14           | 2            | 5            | 7            | 26,19%       |                                     | [ 55 ]      |
| Sidney Moraes       | Sidney Moraes       | 06/03/2014 | 11/05/2014 | 6            | 1            | 1            | 4            | 22,22%       |                                     | [ 56 ]      |
| Waldemar Lemos      | Waldemar Lemos      | 13/05/2014 | 28/05/2014 | 4            | 0            | 0            | 4            | 0%           |                                     | [ 57 ]      |
| Márcio Goiano       | Márcio Goiano       | 14/06/2014 | 14/09/2014 | 12           | 4            | 0            | 8            | 33,33%       |                                     | [ 58 ]      |
| Christian Lauria    | Christian Lauria    | 14/09/2014 | 30/09/2014 | 11           | 4            | 0            | 7            | 36,36%       |                                     | [ 59 ]      |
| Wladimir Araújo     | Wladimir Araújo     | 01/10/2014 | 25/02/2015 | 11           | 4            | 0            | 7            | 36,36%       |                                     | [ 60 ]      |
| Márcio Fernandes    | Márcio Fernandes    | 25/02/2015 | 25/02/2016 | 48           | 24           | 10           | 14           | 56,94%       | Brasileiro Série C 2015             | [ 61 ]      |
| Rogério Mancini     | Rogério Mancini     | 28/02/2016 | 04/06/2016 | 15           | 4            | 5            | 6            | 37,78%       |                                     | [ 62 ]      |
| Guilherme Alves     | Guilherme Alves     | 14/06/2016 | 30/11/2016 | 29           | 12           | 7            | 10           | 49,43%       |                                     | [ 63 ]      |
| Mazola Júnior       | Mazola Júnior       | 07/12/2016 | 08/05/2017 | 18           | 6            | 6            | 6            | 44,44%       |                                     | [ 64 ]      |
| Hemerson Maria      | Hemerson Maria      | 09/05/2017 | 26/11/2018 | 80           | 31           | 29           | 20           | 50,83%       |                                     | [ 65 ]      |
| Umberto Louzer      | Umberto Louzer      | 26/11/2018 | 22/02/2019 | 8            | 4            | 3            | 1            | 62,50%       |                                     | [ 66 ]      |
| Eduardo Baptista    | Eduardo Baptista    | 23/02/2019 | 14/07/2019 | 14           | 4            | 5            | 5            | 40,48%       |                                     | [ 67 ]      |
| Marcelo Cabo        | Marcelo Cabo        | 19/07/2019 | 03/10/2019 | 17           | 4            | 7            | 6            | 37,25%       |                                     | [ 68 ]      |
| Itamar Schülle      | Itamar Schülle      | 18/10/2019 | 01/12/2019 | 9            | 1            | 6            | 2            | 33,33%       |                                     | [ 69 ]      |
| Ariel Mamede        | Ariel Mamede        | 12/12/2019 | 22/02/2020 | 2            | 1            | 1            | 0            | 66,67%       |                                     | [ 70 ]      |
| Bolívar             | Bolívar             | 24/02/2020 | 15/12/2020 | 21           | 8            | 8            | 5            | 50,79%       |                                     | [ 71 ]      |
| Márcio Fernandes    | Márcio Fernandes    | 18/12/2020 | 05/03/2021 | 14           | 7            | 3            | 4            | 57,14%       | Brasileiro Série C 2020             | [ 72 ]      |
| Wagner Lopes        | Wagner Lopes        | 08/03/2021 | 24/06/2021 | 23           | 10           | 5            | 8            | 50,72%       |                                     | [ 73 ]      |
| Hemerson Maria      | Hemerson Maria      | 12/08/2021 | 23/08/2021 | 19           | 5            | 9            | 5            | 42,11%       |                                     | [ 74 ]      |
| Higo Magalhães      | Higo Magalhães      | 24/06/2021 | 15/05/2022 | 60           | 22           | 24           | 14           | 50%          |                                     | [ 75 ]      |
| Dado Cavalcanti     | Dado Cavalcanti     | 18/05/2022 | 02/07/2022 | 9            | 0            | 5            | 4            | 18,52%       |                                     | [ 76 ]      |
| Allan Aal           | Allan Aal           | 07/07/2022 | 23/11/2022 | 28           | 11           | 13           | 4            | 54,76%       |                                     | [ 77 ]      |
| Claudinei Oliveira  | Claudinei Oliveira  | 14/12/2022 | 03/08/2023 | 39           | 16           | 13           | 10           | 37,14%       |                                     | [ 78 ]      |
| Marquinhos Santos   | Marquinhos Santos   | 04/08/2023 | 20/09/2023 | 8            | 3            | 2            | 3            | 45,83%       |                                     | [ 79 ]      |
| Lisca               | Lisca               | 26/09/2023 | 20/10/2023 | 4            | 1            | 2            | 1            | 41,67%       |                                     | [ 80 ]      |
| Higo Magalhães      | Higo Magalhães      | 21/10/2023 | 18/03/2024 | 19           | 12           | 4            | 3            | 70,18%       |                                     | [ 81 ]      |
| Márcio Fernandes    | Márcio Fernandes    | 19/03/2024 | 23/05/2024 | 14           | 6            | 2            | 6            | 47,62%       |                                     | [ 82 ]      |
| Luizinho Lopes      | Luizinho Lopes      | 24/05/2024 | 21/10/2024 | 26           | 11           | 7            | 8            | 51,28%       |                                     | [ 83 ]      |
| Thiago Carvalho     | Thiago Carvalho     | 22/10/2024 | 24/11/2024 | 6            | 2            | 0            | 4            | 33,33%       |                                     | [ 84 ]      |
| Rafael Lacerda      | Rafael Lacerda      | 25/11/2024 | presente   | –            | –            | –            | –            | –%           | Goiano 2025                         | [ 1 ]       |